# Episodi di Snowfall (prima stagione)
La prima stagione della serie televisiva Snowfall, composta da 10 episodi, è stata trasmessa negli Stati Uniti su FX dal 5 luglio al 6 settembre 2017.
In Italia la stagione è andata in onda su Fox dal 26 novembre 2017 al 14 gennaio 2018.
| n° | Titolo originale    | Titolo italiano      | Prima TV USA     | Prima TV Italia  |
| -- | ------------------- | -------------------- | ---------------- | ---------------- |
| 1  | Pilot               | L'inizio di un mondo | 5 luglio 2017    | 26 novembre 2017 |
| 2  | Make Them Birds Fly | Volare alto          | 12 luglio 2017   | 26 novembre 2017 |
| 3  | Slow Hand           | Regolamento di conti | 19 luglio 2017   | 3 dicembre 2017  |
| 4  | Trauma              | Trauma               | 26 luglio 2017   | 3 dicembre 2017  |
| 5  | seven-four          | 4 luglio             | 2 agosto 2017    | 10 dicembre 2017 |
| 6  | A Long Time Coming  | Le regole del gioco  | 9 agosto 2017    | 17 dicembre 2017 |
| 7  | Cracking            | La nuova droga       | 16 agosto 2017   | 24 dicembre 2017 |
| 8  | Baby Teeth          | Denti da latte       | 23 agosto 2017   | 31 dicembre 2017 |
| 9  | Story of a Scar     | Segnato per sempre   | 30 agosto 2017   | 7 gennaio 2018   |
| 10 | The Rubicon         | Il rubicone          | 6 settembre 2017 | 14 gennaio 2018  |